# Balafoon

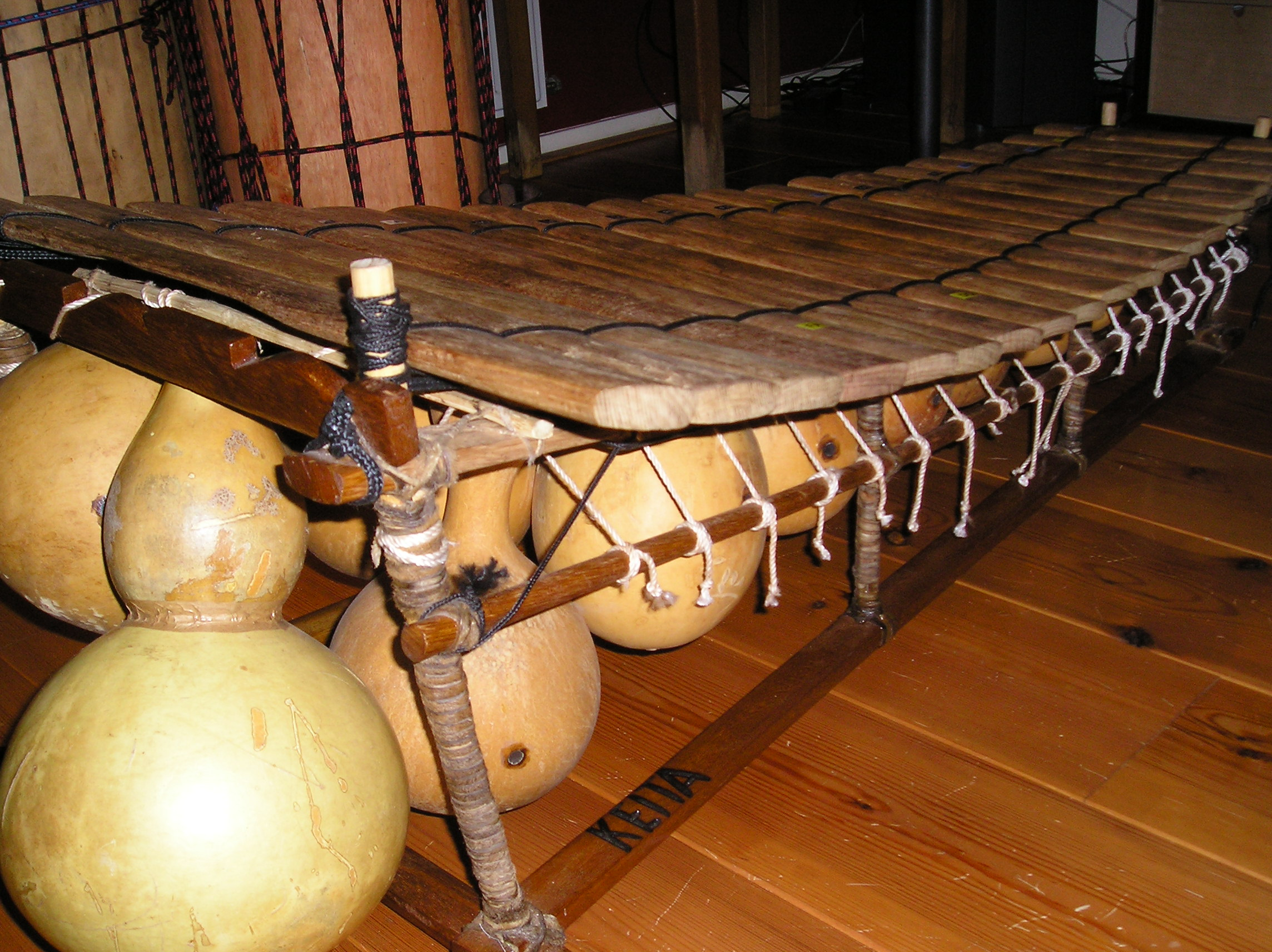
Een balafoon

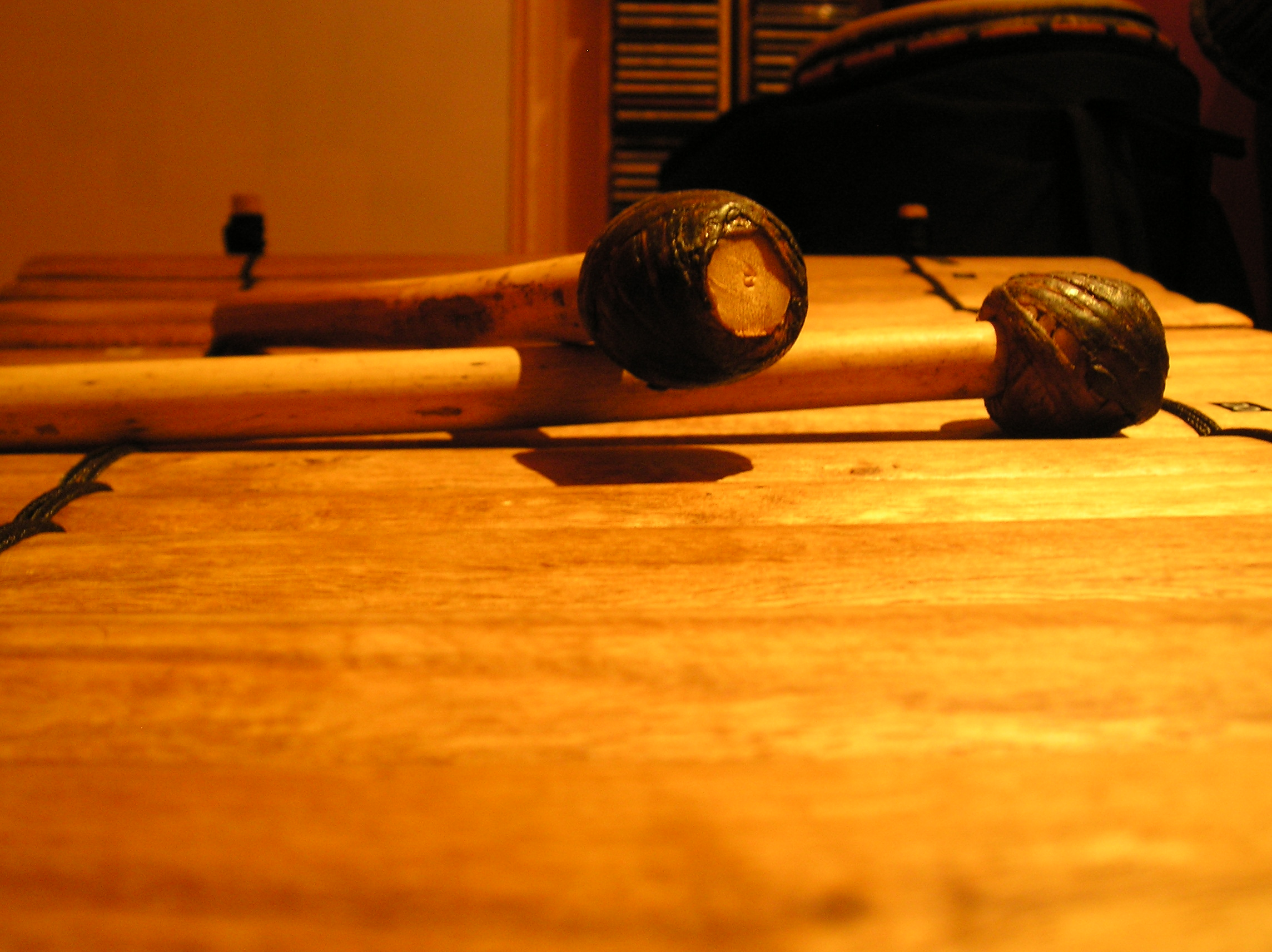
Balafoonstokjes

Een balafoon is een slaginstrument, afkomstig uit West-Afrika. Het instrument lijkt op een marimba. Fleskalebassen, hangend onder de houten latten, dienen als resonator.
In Guinee wordt doorgaans de diatonische balafoon bespeeld (diatoniek), in Burkina Faso de pentatonische (pentatoniek).

## Etymologie
In de Malinké (maninka, bambara, etc) talen heet het instrument 'Bala'. De toevoeging '-foon' (van het griekse φωνή, stem) is waarschijnlijk een westerse interferentie, analoog aan de instrumentnamen xylofoon en vibrafoon. In de Malinké talen komt een soortgelijke toevoeging '-fò' voor, wat spreken of spelen betekent. Balafò betekent dus 'bala spelen' en balafòla betekent bala-speler.